# Bruce Hale
William Bruce Hale (Medford, 30 agosto 1918 – Orinda, 30 dicembre 1980) è stato un cestista e allenatore di pallacanestro statunitense, professionista nella NBL, nella BAA, nella NBA e nella ABA.
Era il nonno di Scooter, Jon, Brent e Drew Barry.

## Palmarès

### Giocatore
- Campione NBL (1947)

### Allenatore
- Campione NBL (1947)